# Angus (Schottland)
Angus (gälisch Aonghas) ist seit 1996 eine von 32 Council Areas in Schottland. Das Gebiet von Angus grenzt an Aberdeenshire, Perth and Kinross und an die Stadt Dundee sowie an die Nordsee.

## Geschichte
Von 1975 bis 1996 bildete Angus einen District der schottischen Region Tayside. Angus ist außerdem eine traditionelle Grafschaft und umfasst als solche auch die Stadt Dundee. Die traditionelle Grafschaft Angus hieß bis 1928 Forfarshire und grenzt an Kincardineshire im Nordosten, Aberdeenshire im Norden, Perthshire im Westen und Fife im Süden. Angus ist heute auch eine der Lieutenancy Areas von Schottland.
Angus besteht aus drei geographischen Regionen. Im Norden und Westen ist die Topographie gebirgig. Diese Region mit den fünf Angus-Glens ist dünn besiedelt und von der Landwirtschaft geprägt. Im Süden und Osten ist die Gegend hügelig und dichter besiedelt. Hier liegen die größeren Ortschaften und die Stadt Dundee. Zwischen diesen Hauptregionen befindet sich das Strathmore-Tal, ein fruchtbares, landwirtschaftlich genutztes Gebiet, bekannt für die Angus-Rinder.

## Orte
- Aberlemno, Arbroath, Auchmithie, Auchronie
- Braedownie, Brechin, Bridge of Craigisla
- Carmyllie, Carnoustie, Clova
- Dunnichen
- Edzell
- Farnell, Forfar, Forter, Friockheim
- Glamis, Glenesk, Guthrie
- Inverkeilor
- Kirkton of Glenisla, Kirriemuir
- Letham, Lethnot
- Memus, Monifieth, Monikie, Montrose
- Newbiggin, Newtyle
- St. Vigeans
- Tarfside

### Sehenswürdigkeiten
- Airlie Monument
- Aldbar Castle
- Angus Folk Museum in Glamis
- Arbroath Abbey (hier wurde die Declaration of Arbroath unterzeichnet)
- Arbroath Cliffs
- Brechin Cathedral
- Cairngorms National Park
- Caledonian Railway (Museumsbahn)
- Carnlochan-Naturreservat
- Carrot Hill
- Cortachy Castle
- Dunninald Castle
- Edzell Castle
- Elephant Rock
- Ethie Castle
- Forter Castle
- Gallow Hill, Cup-and-Ring-Markierungen
- Glamis Castle
- Glenesk Railway Viaduct
- House of Dun
- Inglis Memorial Hall
- Invermark Castle
- Loch of Kinnordy-Naturreservat
- Montrose Basin
- Red Castle
- Reeckie Linn Waterfall
- Skulpturensteine von Aberlemno
- St. Vigeans Parish Church
- siehe auch Liste der Kategorie-A-Bauwerke in Angus

## Politik
Angus ist in acht Wahlbezirke („wards“) aufgeteilt, in denen jeweils drei oder vier Sitze vergeben werden. Der Council von Angus umfasst 28 Sitze, die sich wie folgt auf die Parteien verteilen:
| Partei                     | Sitze | Veränderung ggü. 2012 |
| -------------------------- | ----- | --------------------- |
| Scottish National Party    | 9     | −6                    |
| Unabhängig                 | 9     | +1                    |
| Scottish Conservatives     | 8     | +4                    |
| Scottish Liberal Democrats | 2     | +1                    |